# Corymbia petalophylla
Corymbia petalophylla là một loài thực vật có hoa trong Họ Đào kim nương. Loài này được (Brooker & A.R.Bean) K.D.Hill & L.A.S.Johnson mô tả khoa học đầu tiên năm 1995.
Corymbia là một loại cây gỗ có chiều cao trung bình khoảng 15m. Vỏ cây mềm, có xơ, tua và thường có màu vàng nâu hoặc vàng xám trên bề mặt. Lá cây có màu xanh xám, hình dáng nhọn. Cuống lá dài từ 10 - 25mm. Các chồi trưởng thành có màu xanh lục dài 6 - 8mm, đường kính 4 - 5mm. Quả có dạng hình cầu, dài 10 - 13mm, đường kính 9 - 11mm. Hạt bóng, màu nâu đỏ dài 2 - 3mm, rộng 1,5 - 2,5mm (Hill và Johnson, 1995).